# Wiedemannia undulata
Wiedemannia undulata är en tvåvingeart som beskrevs av Sinclair 1997. Wiedemannia undulata ingår i släktet Wiedemannia och familjen dansflugor. Inga underarter finns listade i Catalogue of Life.